# Tulama (peuple)
Pour les articles homonymes, voir Tulama.

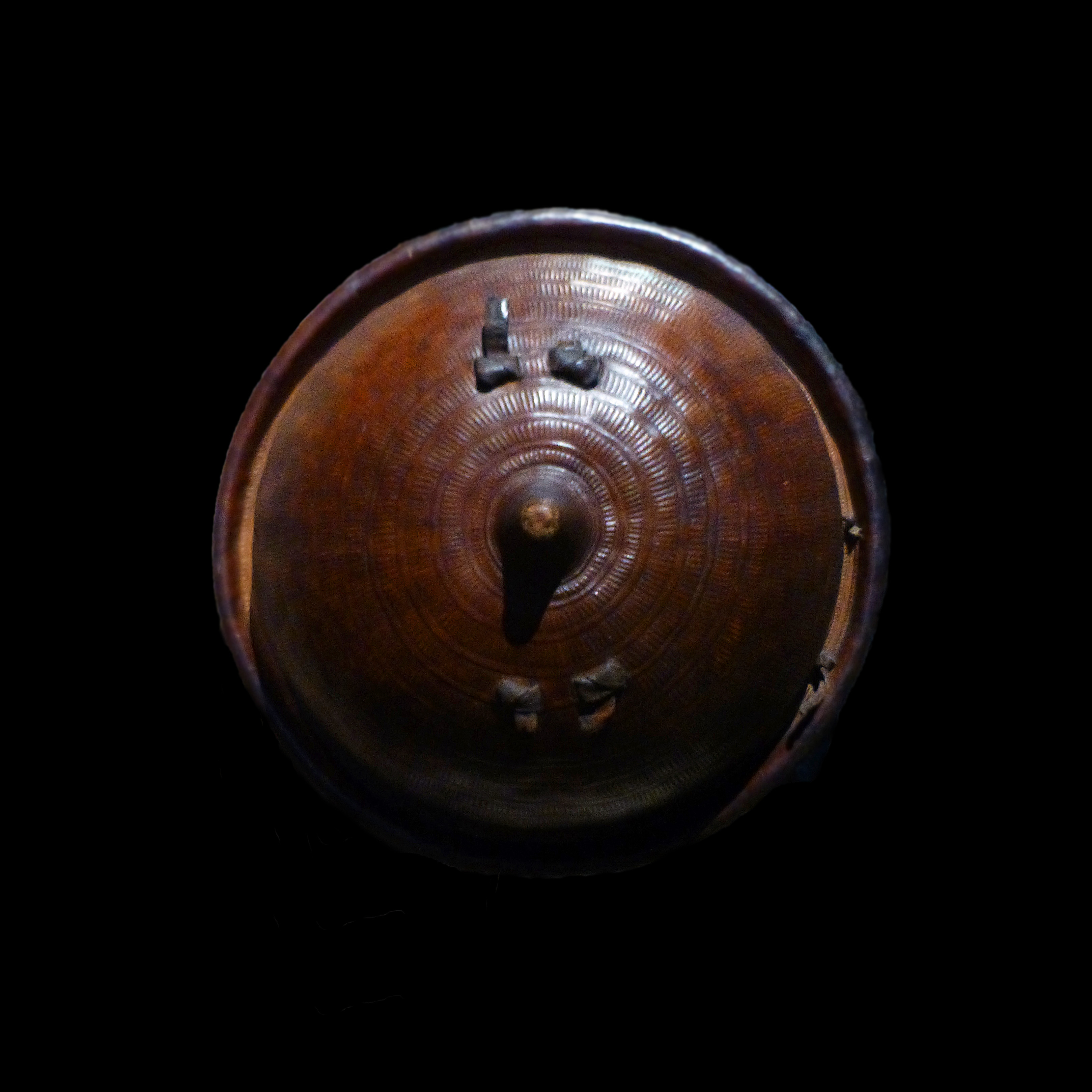
Bouclier tulama

Les Tulama (ou Tulema) sont une population d'Éthiopie, l'un des principaux sous-groupes des Oromo. La plupart vivent dans le nord de la province historique de Shewa, à Addis-Abeba et dans les alentours de la capitale.

## Langue
Ils parlent le tulama, un dialecte de l'oromo.